# Maria Nygren
Maria Nygren, född 2 februari 1975 i Bollnäs, är en svensk författare, manusförfattare och regissör utbildad vid Dramatiska Institutet (numera Stockholms dramatiska högskola). Som nyutexaminerad vann Maria Nygren Nordisk Film & TV Fonds stora manuspris vid Nordic Talent 2006. Med kortfilmen Kiruna Kigali blev hon år 2012 shortlistad till en Oscar. År 2016 nominerades romanen Feberfågel till en Crimetime Award för bästa deckardebut.

## Filmografi i urval
- 2008 – Allt som inte syns, regi och manus, kortfilm
- 2011 – Medan allt annat händer, samskriven och regisserad med Josefin Johansson, novellfilm
- 2012 – Kiruna Kigali, manus, kortfilm
- 2022 – Vi i villa, manus, tv-serie
- 2022 – Kärlek och Anarki, manus, tv-serie
- 2022 – Meningen med livet, TV-serie skapad och skriven av tillsammans med Tove Eriksen Hillblom